# Курносова, Кристина Игоревна
Кристина Игоревна Курносова (2022—2024 — Алексеева; род. 17 июня 1997, Москва) — российская волейболистка, либеро. Мастер спорта России.

## Биография
Родилась в семье волейболистов Игоря Курносова и Натальи Курносовой (Жаровой). Волейболом начала заниматься в московской СДЮСШОР № 65 «Ника». В 2012 была принята в фарм-команду московского «Динамо», в составе которой три сезона играла в Молодёжной лиге чемпионата России. В 2015—2020 выступала за команду суперлиги «Заречье-Одинцово». В 2020 заключила контракт с «Уралочкой-НТМК».
В 2013—2015 выступала за юниорскую и молодёжную сборные России, приняв участие в чемпионате Европы 2013 среди девушек и в молодёжных чемпионате Европы 2014 и мира 2015.
В 2015 году Кристина Курносова дебютировала в составе национальной сборной России в традиционном международном турнире «Монтрё Волей Мастерс». В том же году в составе второй сборной России участвовала в первых Европейских играх в Баку. В 2017 и 2019 становилась победительницей Всемирных Универсиад, выступая за студенческую сборную России. В 2018 и 2019 вернулась в национальную сборную страны, приняв в её составе участие в розыгрышах Лиги наций, проведя в этих турнирах 13 матчей.  

### Клубная карьера
- 2012—2015 —  «Динамо»-2 (Москва) — молодёжная лига;
- 2015—2019 —  «Заречье-Одинцово» (Московская область) — суперлига;
- 2019—2024 —  «Уралочка-НТМК» (Свердловская область) — суперлига;
- с 2024 —  «Динамо» (Краснодар) — суперлига.

## Достижения
- двукратная чемпионка Всемирных Универсиад — 2017, 2019.